# William Álvarez (futbolista)
Willan Gustavo Álvarez Vargas (Santa Cruz de la Sierra, Bolivia; 15 de septiembre de 1995) es un futbolista boliviano. Juega como delantero. Es hermano del futbolista Gilbert Álvarez. Actualmente milita en Nacional Potosí de la Primera División de Bolivia.

## Clubes
| Club                   | País    | Año               |
| ---------------------- | ------- | ----------------- |
| Real Potosí            | Bolivia | 2016 - 2017       |
| Guabirá                | Bolivia | 2017-2018         |
| Aurora                 | Bolivia | 2019              |
| Jorge Wilstermann      | Bolivia | 2020              |
| Guabirá                | Bolivia | 2021              |
| Nacional Potosí        | Bolivia | 2022              |
| Universitario de Vinto | Bolivia | 2023              |
| Nacional Potosí        | Bolivia | 2024 - Actualidad |